# ناریکلباریا
ناریکلباریا (به لاتین: Narikelbaria) یک روستا در بنگلادش است که در استان باریسال و در ناحیه پیروج‌پور واقع شده است.